# Lista siturilor arheologice din județul Mureș - P
Lista siturilor arheologice din județul Mureș - P conține toate siturile arheologice din județul Mureș înscrise în Repertoriul Arheologic Național (RAN) și aflate în localități al căror nume începe cu litera P. RAN este administrat de Ministerul Culturii și Patrimoniului Național și cuprinde date științifice, cartografice, topografice, imagini și planuri, precum și orice alte informații privitoare la zonele cu potențial arheologic, studiate sau nu, încă existente sau dispărute.
Puteți căuta un sit din localitățile care încep cu litera P folosind formularul de mai jos sau puteți naviga prin toate siturile din județ la Lista siturilor arheologice din județul Mureș.
| Cod RAN                                   | Denumire | Localitate                              | Adresă            | Datare                                    | Descoperit | Coordonate                                    | Imagine           | Erori            |
| ----------------------------------------- | --- | --------------------------------------- | ----------------- | ----------------------------------------- | ---------- | --------------------------------------------- | ----------------- | ---------------- |
| 118646.01.01 (Cod LMI: MS-I-s-B-15405)    | Necropola Latene de la Papiu Ilarian - "La străunie" / ansamblu anonim (Categorie: descoperire funerară) (Tip: Necropolă)      | sat Papiu Ilarian, comuna Papiu Ilarian | La străunie       | geto-dacică în limitele sec. III-II î.Hr. | 1955       | 46°34′00″N 24°11′15″E / 46.56667°N 24.1875°E  | Încărcați imagine | Raportați eroare |
| 118646.02.02 (Cod LMI: MS-I-s-B-15406)    | Situl arheologic de la Papiu Ilarian - "Dealul bisericii" / ansamblu anonim (Categorie: locuire civilă) (Tip: Așezare rurală)  | sat Papiu Ilarian, comuna Papiu Ilarian | Dealul bisericii  |                                           |            | 46°34′00″N 24°11′19″E / 46.56667°N 24.18861°E | Încărcați imagine | Raportați eroare |
| 118646.02.01 (Cod LMI: MS-I-s-B-15406)    | Situl arheologic de la Papiu Ilarian - "Dealul bisericii" / ansamblu anonim (Categorie: locuire civilă) (Tip: Așezare)         | sat Papiu Ilarian, comuna Papiu Ilarian | Dealul bisericii  |                                           |            | 46°34′00″N 24°11′19″E / 46.56667°N 24.18861°E | Încărcați imagine | Raportați eroare |
| 118762.01.01 (Cod LMI: MS-I-s-B-15407)    | Așezarea Coțofeni de la Păsăreni - "Gâtul Bozului" / ansamblu anonim (Categorie: locuire civilă) (Tip: Așezare)                | sat Păsăreni, comuna Păsăreni           | Gâtul Bozului     | Coțofeni                                  |            | 46°30′00″N 24°41′00″E / 46.5°N 24.68333°E     | Încărcați imagine | Raportați eroare |
| 117257.01.01 (Cod LMI: MS-I-s-B-15408)    | Situl arheologic de la Petrilaca de Mureș - "Ciortoș" / ansamblu anonim (Categorie: locuire civilă) (Tip: Așezare)             | sat Petrilaca de Mureș, comuna Gornești | Ciortoș           | Wietenberg                                |            | 46°42′N 24°45′E / 46.7°N 24.75°E              | Încărcați imagine | Raportați eroare |
| 117257.01.02 (Cod LMI: MS-I-m-B-15408.03) | Situl arheologic de la Petrilaca de Mureș - "Ciortoș" / ansamblu anonim (Categorie: locuire civilă) (Tip: Așezare)             | sat Petrilaca de Mureș, comuna Gornești | Ciortoș           |                                           |            | 46°42′N 24°45′E / 46.7°N 24.75°E              | Încărcați imagine | Raportați eroare |
| 117257.01.03 (Cod LMI: MS-I-m-B-15408.01) | Situl arheologic de la Petrilaca de Mureș - "Ciortoș" / ansamblu anonim (Categorie: locuire civilă) (Tip: Așezare)             | sat Petrilaca de Mureș, comuna Gornești | Ciortoș           | sec. IV d.Hr.                             |            | 46°42′N 24°45′E / 46.7°N 24.75°E              | Încărcați imagine | Raportați eroare |
| 117257.01.04 (Cod LMI: MS-I-m-B-15408.02) | Situl arheologic de la Petrilaca de Mureș - "Ciortoș" / ansamblu anonim (Categorie: locuire civilă) (Tip: necropola)           | sat Petrilaca de Mureș, comuna Gornești | Ciortoș           | sec. IV d.Hr.                             |            | 46°42′N 24°45′E / 46.7°N 24.75°E              | Încărcați imagine | Raportați eroare |
| 117159.01.01                              | Așezarea neolitică de la Păcureni - Pădurea "Tei" / ansamblu anonim (Categorie: locuire civilă) (Tip: Așezare)                 | sat Păcureni, comuna Glodeni            | Pădurea Tei       |                                           |            |                                               | Încărcați imagine | Raportați eroare |
| 118708.01                                 | Unelte neolitice la Pănet (Categorie: descoperire izolată) (Tip: obiect izolat)                                                | sat Pănet, comuna Pănet                 |                   |                                           |            |                                               | Încărcați imagine | Raportați eroare |
| 117239.01.01                              | Situl arheologic de la Pădureni / ansamblu anonim (Categorie: locuire civilă) (Tip: Așezare)                                   | sat Pădureni, comuna Gornești           |                   | Starčevo - Criș                           |            |                                               | Încărcați imagine | Raportați eroare |
| 117239.01.02                              | Situl arheologic de la Pădureni / ansamblu anonim (Categorie: locuire civilă) (Tip: Așezare)                                   | sat Pădureni, comuna Gornești           |                   |                                           |            |                                               | Încărcați imagine | Raportați eroare |
| 118762.02.01                              | Așezarea din epoca bronzului de la Păsăreni - "Kincses" / ansamblu anonim (Categorie: locuire civilă) (Tip: Așezare)           | sat Păsăreni, comuna Păsăreni           | Kincses           | Bodrogkeresztur                           |            |                                               | Încărcați imagine | Raportați eroare |
| 118496.01.01                              | Așezarea eneolitică de la Pipea / ansamblu anonim (Categorie: locuire civilă) (Tip: Așezare)                                   | sat Pipea, comuna Nadeș                 |                   |                                           |            |                                               | Încărcați imagine | Raportați eroare |
| 118708.04.01 (Cod LMI: MS-II-m-A-15745)   | Castelul de la Pănet / ansamblu anonim (Categorie: construcție) (Tip: Castel)                                                  | sat Pănet, comuna Pănet                 |                   | mijl. sec. XVIII                          |            |                                               | Încărcați imagine | Raportați eroare |
| 118806.02.01                              | Tezaurul monetar de la Petelea - "Pepiniera satului" / ansamblu anonim (Categorie: descoperire monetară) (Tip: tezaur monetar) | sat Petelea, comuna Petelea             | Pepiniera satului | sec. I î.Hr.                              | 1869       |                                               | Încărcați imagine | Raportați eroare |
| 118806.03                                 | Urmele drumului roman de la Petelea (Categorie: drum) (Tip: drum)                                                              | sat Petelea, comuna Petelea             |                   |                                           |            |                                               | Încărcați imagine | Raportați eroare |